# Nick Fuentes
Nicholas Joseph Fuentes (estado de Illinois, 18 de agosto de 1998)
es un comentarista político católico y realizador de directos estadounidense de extrema derecha
y nacionalista blanco.
La Liga Antidifamación ha descrito a Fuentes como un supremacista blanco.
Fue youtuber, pero en febrero de 2020 la empresa YouTube suspendió permanentemente su canal por violar la política de discurso de odio de la empresa.
Fuentes se ha descrito a sí mismo como nacionalista estadounidense,
cristiano conservador
y paleoconservador.
También ha expresado opiniones antisemitas
y negacionistas del Holocausto.
Fuentes se ha enemistado con Turning Point USA y su fundador, el comentarista político conservador estadounidense Charlie Kirk (1993‑) por apoyar puntos de vista que Fuentes considera insuficientemente conservadores.
El 29 de octubre de 2019, los seguidores de Fuentes, conocidos como groypers, empezaron a interrumpir la gira de Turning Point sobre la batalla cultural, incluyendo un evento en el que hablaba Donald Trump Jr. (1977‑).
En 2020, buscando rivalizar con la CPAC (Conservative Political Action Conference: Conferencia de Acción Política Conservadora), Fuentes empezó a celebrar la conferencia anual America First Political Action Conference (Conferencia de Acción Política «Estados Unidos Primero»).
Fuentes fue un destacado asistente y orador en las protestas y concentraciones que condujeron al asalto al Capitolio de los Estados Unidos de 2021.

## Primeros años y educación
Fuentes asistió a la Lyons Township High School, en Western Springs (Illinois), donde fue presidente del consejo estudiantil.
En agosto de 2017, dejó la Universidad de Boston después de afirmar que recibió «amenazas» por asistir a la manifestación de la supremacía blanca Unite the Right en Charlottesville.
Solicitó la admisión por transferencia a la Universidad de Auburn en otoño de 2017, pero no confirmó su inscripción a tiempo.
Fuentes es católico y de ascendencia hispana e italiana.

## Carrera
Fuentes comenzó a comentar la política a través de una emisora de radio y televisión local organizada por su escuela secundaria, donde defendía las opiniones conservadoras de la corriente dominante
y presenta el programa episódico en directo America First with Nicholas J. Fuentes, que comenzó en 2017.
America First (‘Estados Unidos primero’) se caracteriza por el uso frecuente de Fuentes del humor irónico para atraer a la Generación Z, al tiempo que proporciona una negación plausible de sus puntos de vista a menudo extremos.
El programa ha atraído a un grupo de seguidores de secta, al que Fuentes se refiere como los «groypers» o el «ejército groyper». Fuentes cita la candidatura y la presidencia de Donald Trump como inspiración para America First.
En su programa de abril de 2017, Fuentes dijo: «¿Quién dirige los medios de comunicación? Los globalistas. Es hora de matar a los globalistas» y «Quiero que la gente que dirige la CNN sea arrestada y deportada porque esto es deliberado». Fuentes también dijo que «la Primera Enmienda no fue escrita para la familia real saudí». El editor del programa en ese momento, RSBN (Right Side Broadcasting Network: ‘red de difusión del lado de la derecha’), emitió una disculpa, calificando los comentarios de «inaceptables» e «inapropiados».
A raíz de estos y otros comentarios, así como de la publicidad sobre su asistencia a la manifestación de Unite the Right, Fuentes dejó RSBN en agosto de 2017.
Fuentes fue copresentador del podcast Nationalist Review con otro nacionalista blanco, James Allsup, hasta enero de 2018. Según el Southern Poverty Law Center, «los dos tuvieron un enfrentamiento público en el que cada presentador acusó al otro de pereza, incorrección y una variedad de pequeños desprecios».
En enero de 2020, el canal de YouTube de Fuentes fue desmonetizado y uno de sus videos fue eliminado por YouTube por violar sus políticas de incitación al odio. Fuentes ya había sido expulsado de Twitch y de Reddit.
El 14 de febrero de 2020, su canal de YouTube fue eliminado por violar las políticas de incitación al odio.
En enero de 2020, la revista Time informó que Fuentes era el realizador de directos más visto en la plataforma DLive. DLive ha sido criticado por permitir que Fuentes utilice su plataforma.
Según ABC News, Fuentes ha sido suspendido de «casi todas» las plataformas de medios sociales.
Twitter fue uno de los últimos sitios de medios sociales convencionales en prohibir a Fuentes, suspendiendo permanentemente su cuenta verificada en julio de 2021. También se le ha prohibido el acceso a servicios financieros y de comercio electrónico, como
Coinbase
Patreon,
PayPal,
Shopify,
Streamlabs,
Stripe y
Venmo.
Fuentes ha recibido el apoyo de la comentarista conservadora Michelle Malkin, quien accedió a hablar en su primera Conferencia de Acción Política “Estados Unidos Primero” (AFPAC) en febrero de 2020, y de nuevo en su segunda conferencia anual en febrero de 2021.
En noviembre de 2019, Malkin fue despedida por la Young America's Foundation después de 17 años de empleo por su apoyo a Fuentes.
En una protesta a favor de Trump en Washington D. C., en diciembre de 2020, Fuentes dirigió a una multitud para que coreara «Destruye al GOP [el Partido Republicano]», y les animó a no participar en la segunda vuelta de las elecciones al Senado de los Estados Unidos en el estado de Georgia.
En febrero de 2021, se reprodujo un video del discurso de Fuentes durante el segundo juicio de destitución de Donald Trump por la delegada de la Cámara de Representantes Stacey Plaskett.
En diciembre de 2020, Fuentes habría tenido un altercado en un vuelo por los mandatos de las máscaras.
El 26 de febrero de 2021, Fuentes fue el anfitrión de su segundo evento anual de AFPAC, en el que habló junto a Michelle Malkin, el exrepresentante de Iowa Steve King y el actual representante de Arizona Paul Gosar.
El 27 de febrero de 2021, Fuentes fue expulsado del Hyatt Regency Orlando, donde intentó «iniciar una conmoción» en el piso de la CPAC.
Fuentes volvió a ser expulsado de la CPAC en julio de 2021 después de acosar a un periodista.
En un acto celebrado en la acera de enfrente dijo que ahora que está vetado en Twitter, «no tengo nada que perder. Este va a ser el discurso más racista, sexista, antisemita y negador del Holocausto en todo Dallas este fin de semana».

### Asalto al Capitolio de los Estados Unidos de 2021
Fuentes formó parte de los individuos y grupos de extrema derecha que participaron en las concentraciones que condujeron al asalto al Capitolio de los Estados Unidos de 2021.
Posteriormente, su canal DLive fue suspendido de forma permanente por «incitar a actividades violentas e ilegales».
También formó parte de un grupo de activistas y grupos de extrema derecha que el 8 de diciembre de 2021 recibieron grandes donaciones en bitcoines de un donante francés. Fuentes recibió 13,5 bitcoines (aproximadamente 250 000 dólares), que fue con mucho la mayor parte. El donante también publicó una aparente nota de suicidio, según el grupo de análisis de Blockchain Chainalysis, aunque no se ha confirmado el estado del donante.
El FBI inició una investigación sobre si algo de este dinero se destinó a la financiación de actos ilegales, como el asalto al Capitolio de Estados Unidos.
El 4 de enero de 2021, dos días antes del asalto al Capitolio de los Estados Unidos, Fuentes habló de matar a los legisladores estatales que no estaban dispuestos a anular los resultados de las elecciones de 2020, diciendo: «¿Qué podemos hacer tú y yo a un legislador estatal, además de matarlo? No deberíamos hacerlo. No estoy aconsejando eso, pero quiero decir, ¿qué más se puede hacer, no?».
El 6 de enero de 2021, antes del ataque, Fuentes se dirigió a una multitud de simpatizantes en la Plaza de la Libertad (en Washington), afirmando: «Somos nosotros y nuestros antepasados los que creamos todo lo bueno que se ve en este país. Toda esa gente que se ha apoderado de nuestro país, no la necesitamos... Es el pueblo estadounidense, y nuestro líder, Donald Trump, contra todos los demás en este país y este mundo... Si fuese necesario, nuestros Padres Fundadores saldrían a la calle, y recuperarían este país por la fuerza. Y eso es lo que debemos estar preparados para hacer».
Tras el asalto al Capitolio de Estados Unidos, Fuentes afirmó que su cuenta bancaria había sido congelada, que había sido incluido en una lista federal de exclusión aérea y que se le había prohibido el acceso a Facebook, Instagram y Airbnb. Fuentes ha calificado estas acciones de «persecución política manifiesta».

## Doxeo
En noviembre de 2024, la dirección de la casa de Fuentes fue doxeada en X (ex‑Twitter) en respuesta a las burlas de Fuentes a los defensores del aborto en su tweet «Tu cuerpo, mi elección»,
un lema también empleado en otros contextos.
El 10 de noviembre, Marla Rose, una activista, se acercó a su casa e intentó llamar al timbre. Se dice que Fuentes roció con gas pimienta a Rose antes de empujarla por la escalera de su casa y arrebatarle el teléfono con el que estaba grabando el incidente.
Consecuentemente, Fuentes fue detenido el 27 de noviembre y acusado de agresión; y compareció ante un tribunal el 19 de diciembre.

## Ideología
Fuentes se opone firmemente a la inmigración, que considera una amenaza demográfica para Estados Unidos.
También se opone al feminismo y al conservadurismo mainstream.
Se ha pronunciado en contra de la «agenda LGBT»
y ha descrito a las personas transgénero y al matrimonio entre personas del mismo sexo como «desviación».
Fuentes ha hablado positivamente de una «marea de identidad blanca» tras su asistencia a la manifestación de Unite the Right en agosto de 2017.
A pesar de promover creencias supremacistas blancas, como la teoría de la conspiración del genocidio blanco, Fuentes ha afirmado que no es un supremacista blanco, calificando el término de «calumnia antiblanca».
En enero de 2019, Fuentes emitió un monólogo en el que comparaba el Holocausto con una operación de fabricación de galletas, lo que provocó acusaciones de negación del Holocausto. Más tarde, Fuentes negó que hubiera negado el Holocausto, y calificó su monólogo de «parodia».
Fuentes ha criticado en repetidas ocasiones a Turning Point USA y a su fundador Charlie Kirk, acusándolos de traicionar a Donald Trump al abogar a favor de la inmigración legal masiva, el apoyo en la ayuda exterior a Israel y las cuestiones LGBT.
A lo largo de octubre y noviembre de 2019, sus partidarios estuvieron presentes en muchos de los actos públicos de Kirk, que contó con oradores invitados como Donald Trump Jr., Lara Trump, y Kimberly Guilfoyle.
Estas campañas implicaban frecuentemente la formulación de preguntas que incitan a los espectadores a buscar teorías de conspiración y bulos de extrema derecha y antisemitas en línea.
Fuentes ha caracterizado la campaña como un esfuerzo de base para exponer a TPUSA como ideológicamente inconsistente con la ideología propugnada por Donald Trump y otros populistas conservadores. Como resultado de esta campaña, algunos políticos y expertos de la derecha mainstream repudiaron a Fuentes, caracterizando sus creencias como extremas y fuera de contacto con el conservadurismo principal.
En diciembre de 2019, Fuentes se enfrentó al comentarista político conservador Ben Shapiro, que estaba con su familia en ese momento, fuera de un evento de TPUSA en West Palm Beach (estado de Florida). Fuentes se había enfrentado a Shapiro para preguntarle por qué había dado un discurso en la Universidad de Stanford atacando a Fuentes.
El encuentro fue filmado y dio lugar a críticas contra Fuentes.